# Acacia praecox
Acacia praecox é uma espécie de leguminosa do gênero Acacia, pertencente à família Fabaceae.